# زينب سكلي
زينب سكلي (بالفرنسية: Zineb Sekelli)، (مواليد 7 أبريل 1935، بالجزائر) هي طاهية ومؤلفة وأستاذة مطبخ وكاتبة إذاعية، وعضو لجنة تحكيم مسابقات الطهي، ومقدمة برامج في التلفزيون الجزائري.
هي أيضا مؤلفة كتاب عن المطبخ الجزائري اسمه "فن الطهي في الجزائر L'Art culinaire à travers l'Algérie"، الذي تم نشره في 1973.

## السيرة

### النشأة
كان جدها لأبيها يدير مطعماً صغيراً شعبياً في الجزائر في بداية القرن الماضي، وهكذا تعرفت زينب سكلي على فن الطهي.
كما تقول زينب سكلي "لم يكن الأمر سهلاً دائمًا"، "كان تعلم أن تصبح امرأة في ذلك الوقت يتطلب تدريبا ومحاولة من آن لآخر."
في مستغانم، في نهاية الخمسينيات من القرن العشرين، جاءتها فكرة مشروع كتاب لتخليد تراث الطهي الجزائري، بينما كانت تقضي أول احتفال بعيد الأضحى في منزل أهل زوجها. كانت تائهة ووحيدة، لم تستطع الاتصال بأمها لترشدها، ولم تجد كتابا عن الطهي يرشدها؛ لذا قررت تأليفه. عندئذ بدأت زينب سكلي عملية طويلة من نسخ وحفظ وصفات الأطباق والتخصصات الجزائرية المتنوعة.
لم يتم الأمر إلا في نهاية الستينيات من القرن العشرين؛ عندما وافقت الشركة الوطنية للنشر والتوزيع بالجزائر على نشر كتاب "فن الطهي في الجزائر L'Art culinaire à travers l'Algérie"، وهو مختارات من المطبخ الجزائري، حيث يضم أكثر من 400 وصفة من مختلف مناطق الجزائر.
تم تقديم المخطوطة في 1968، وحقق الكتاب نجاحًا مبهرًا، وأصبح من أكثر الكتب مبيعًا في 1973. نظراً للطلب القوي على الكتاب؛ كان لا بد من إعادة إصداره للمرة الثانية في 1974، وللمرة الثالثة في 1988.
يظل الكتاب مرجعًا مهمًا عن المطبخ الجزائري، يتضح ذلك من الاستشهادات المختلفة والحضور البيبلوغرافي الدولي والمحلي.

### المسيرة المهنية
بدأت زينب سكلي مسيرتها المهنية كأستاذة في فنون الطهي والطبخ في مدارس الفندقة وفي المعهد الوطني لتقنيات الفندقة والسياحة، وشاركت في تدريب جيل كامل من الطهاة الجزائريين والأفارقة.
كانت زينب سكلي مسؤولة عن المطاعم في المؤسسات الفندقية الكبرى في الجزائر، كما عملت على وضع خبراتها لخدمة مؤسسات الدولة، وخاصة وزارة الدفاع الوطني بالجزائر، وكذلك الاحتفالات الرسمية؛ حيث كان عليها أن تستقبل رؤساء الدول والعديد من الشخصيات المرموقة مثل ملك المملكة العربية السعودية والرئيس الفرنسي فرانسوا ميتران.

### عبر وسائل الإعلام
- من 2004 إلى 2006: برنامج شهية طيبة Bon appétit بالتلفزيون الجزائري
- من 2006 إلى 2008: برنامج مطبخي بالإذاعة الجزائرية 3